# Spodnji Velovlek
Spodnji Velovlek este o localitate din comuna Ptuj, Slovenia, cu o populație de 220 de locuitori.